# Leigh Green
Leigh Green est un hameau à 2 miles (3 km) au sud de la ville de Tenterden dans le comté du Kent.